# Borbás Gáspár
Borbás Gáspár dr. (Budapest, 1884. július 26. – Budapest, 1976. október 14.) magyar válogatott labdarúgó, fővárosi ügyész és ügyvéd. 1908-ban jogi doktorrá avatták elsőként a labdarúgók közül, aki abban is első, hogy ő szerezte a magyar válogatott és az FTC első hivatalos bajnoki gólját. 1916-ban fővárosi tisztviselő lett, amikortól felettesei kérésére abbahagyta a labdarúgást és már csak jogászként dolgozott. A második világháború alatt sok munkaszolgálatos életét mentette meg. Az FTC örökös bajnoka és minden idők egyik legjobb magyar balszélsője.

## Pályafutása
Borbás Gáspár és Apaticzki Olga gyermekeként született. Középiskolai tanulmányait 1893 és 1901 között a budapesti piarista gimnáziumban végezte.
Kiváló képességű labdarúgó volt. A többiek közül kitűnt kiváló futó teljesítményével, tökéletes labdakezelésével. Futótudásra mi sem jellemző jobban, minthogy számos válogatóverseny győzteseként még az olimpiai atlétakeretbe is meghívták. Pontos beadásai rengeteg gólt eredményeztek és ő maga is gólerős játékos volt. 1900-ban még alig 16 évesen már a felnőtt Fradi csapatban játszhatott. Nevéhez fűződik az FTC (bajnoki) és a magyar válogatott első gólja is! Rendkívül sportszerű játékos volt, játéka különösen, akkor virágzott, amikor Schlosser Imrével alkotott balszárnyat. 1916-tól már csak jogi pályán működött. Csapattársa az akkori kapus Fritz Alajos még rigmust is költött róla:
Most jön csak az igazi

Név szerint Borbás Gazsi,

Ő a csapatunk lelke,

Csatársorunk balszélsője,

és van ok rajongani

most kiért –

a legjobb magyar futballistáért.
Neve szerepel a Fradi football-osztályának alakulási jegyzőkönyvében, ott tagfelvételt nyert. Az FTC alapító tagja. A Ferencvárosnál kezdte (1901-1904) és ott is fejezte be (1910-1916), de közben megfordult a Magyar AC-nál (1904-1909) is.
Az első labdarúgó volt, aki (az akkori számozás szerint) elérte a 25. válogatottságot. A nemzeti színekben született első gólunkat is Ő lőtte a válogatott második, Csehország elleni mérkőzésén. Összesen 41 mérkőzésen szerepelt a válogatottban és 11 gólt szerzett. A második világháború alatt sok munkaszolgálatos életét mentette meg.

## Sikerei, díjai
- Olimpia
  - 5.: 1912, Stockholm

FTC
- Magyar bajnokság
  - bajnok: 1903, 1909–10, 1910–11, 1911–12, 1912–16
  - 2.: 1902, 1913–14
  - 3.: 1901
- Magyar kupa
  - győztes: 1913
- Ezüstlabda
  - győztes: 1903

MAC
- Magyar bajnokság
  - 2.: 1906–07, 1908–09
  - 3.: 1907–08

Egyéni
- Az FTC örökös bajnoka: 1974

## Statisztika

### Mérkőzései a válogatottban
| Magyarország | Magyarország       | Magyarország                      | Magyarország   | Magyarország | Magyarország  | Magyarország         | Magyarország | Magyarország |
| #            | Dátum              | Helyszín                          | Hazai          | Eredmény     | Vendég        | Kiírás               | Gólok        | Esemény      |
| ------------ | ------------------ | --------------------------------- | -------------- | ------------ | ------------- | -------------------- | ------------ | ------------ |
| 1.           | 1903. április 5.   | Budapest, Millenáris-pálya        | Magyarország   | 2 – 1        | Csehország    | barátságos           | 1            | 16'          |
| 2.           | 1903. október 11.  | Bécs, WAC-pálya                   | Ausztria       | 4 – 2        | Magyarország  | barátságos           | 2            | 18' 82'      |
| 3.           | 1904. június 2.    | Budapest, Millenáris-pálya        | Magyarország   | 3 – 0        | Ausztria      | barátságos           | 1            | 81'          |
| 4.           | 1904. október 9.   | Bécs, Cricketer-pálya             | Ausztria       | 5 – 4        | Magyarország  | barátságos           | 1            | 67'          |
| 5.           | 1905. április 9.   | Budapest, Millenáris-pálya        | Magyarország   | 0 – 0        | Ausztria      | barátságos           | -            |              |
| 6.           | 1907. április 7.   | Budapest, Millenáris-pálya        | Magyarország   | 5 – 2        | Csehország    | barátságos           | 1            | 56'          |
| 7.           | 1907. május 5.     | Bécs, Rapid-pálya                 | Ausztria       | 3 – 1        | Magyarország  | barátságos           | -            |              |
| 8.           | 1907. október 6.   | Prága, Slavia-stadion             | Csehország     | 5 – 3        | Magyarország  | barátságos           | -            |              |
| 9.           | 1907. november 3.  | Budapest, Millenáris-pálya        | Magyarország   | 4 – 1        | Ausztria      | barátságos           | 2            | 11' 37'      |
| 10.          | 1908. április 5.   | Budapest, Millenáris-pálya        | Magyarország   | 5 – 2        | Csehország    | barátságos           | -            |              |
| 11.          | 1908. május 3.     | Bécs, Hohe Warte                  | Ausztria       | 4 – 0        | Magyarország  | barátságos           | -            |              |
| 12.          | 1908. június 10.   | Budapest, Millenáris-pálya        | Magyarország   | 0 – 7        | Anglia        | barátságos           | -            |              |
| 13.          | 1909. április 4.   | Budapest, Millenáris-pálya        | Magyarország   | 3 – 3        | Németország   | barátságos           | 1            | 4'           |
| 14.          | 1909. május 29.    | Budapest, Millenáris-pálya        | Magyarország   | 2 – 4        | Anglia        | barátságos           | -            |              |
| 15.          | 1909. május 31.    | Budapest, Millenáris-pálya        | Magyarország   | 2 – 8        | Anglia        | barátságos           | 1            | 2'           |
| 16.          | 1909. november 7.  | Budapest, Millenáris-pálya        | Magyarország   | 2 – 2        | Ausztria      | barátságos           | -            |              |
| 17.          | 1910. május 26.    | Budapest, Millenáris-pálya        | Magyarország   | 6 – 1        | Olaszország   | barátságos           | -            |              |
| 18.          | 1910. november 6.  | Budapest, Millenáris-pálya        | Magyarország   | 3 – 0        | Ausztria      | barátságos           | -            |              |
| 19.          | 1911. január 1.    | Párizs, Stade du CAP              | Franciaország  | 0 – 3        | Magyarország  | barátságos           | -            |              |
| 20.          | 1911. január 8.    | Zürich                            | Svájc          | 2 – 0        | Magyarország  | barátságos           | -            |              |
| 21.          | 1911. május 7.     | Bécs, Hohe Warte                  | Ausztria       | 3 – 1        | Magyarország  | barátságos           | -            |              |
| 22.          | 1911. október 29.  | Budapest, Millenáris-pálya        | Magyarország   | 9 – 0        | Svájc         | barátságos           | -            |              |
| 23.          | 1911. november 5.  | Budapest, Üllői úti pálya         | Magyarország   | 2 – 0        | Ausztria      | Wagner-serleg        | -            |              |
| 24.          | 1911. december 17. | München, MTV '79-Platz            | Németország    | 1 – 4        | Magyarország  | barátságos           | -            |              |
| 25.          | 1912. április 14.  | Budapest, Üllői úti pálya         | Magyarország   | 4 – 4        | Németország   | barátságos           | -            |              |
| 26.          | 1912. május 5.     | Bécs, Hohe Warte                  | Ausztria       | 1 – 1        | Magyarország  | Wagner-serleg        | -            |              |
| 27.          | 1912. június 20.   | Göteborg, Valhalla                | Svédország     | 2 – 2        | Magyarország  | barátságos           | -            |              |
| 28.          | 1912. június 30.   | Stockholm, Olimpiai Stadion (SWE) | Nagy-Britannia | 7 – 0        | Magyarország  | olimpiai negyeddöntő | -            |              |
| 29.          | 1912. július 3.    | Stockholm, Råsunda (SWE)          | Magyarország   | 3 – 1        | Németország   | olimpiai vigaszág    | -            |              |
| 30.          | 1912. július 5.    | Stockholm, Råsunda (SWE)          | Magyarország   | 3 – 0        | Ausztria      | olimpiai 5. helyért  | -            |              |
| 31.          | 1912. július 12.   | Moszkva, SZKSZ-stadion            | Oroszország    | 0 – 9        | Magyarország  | barátságos           | -            |              |
| 32.          | 1912. november 3.  | Budapest, Üllői úti pálya         | Magyarország   | 4 – 0        | Ausztria      | Wagner-serleg        | -            |              |
| 33.          | 1913. április 27.  | Bécs, WAC-Platz                   | Ausztria       | 1 – 4        | Magyarország  | Wagner-serleg        | -            |              |
| 34.          | 1913. május 18.    | Budapest, Üllői úti pálya         | Magyarország   | 2 – 0        | Svédország    | barátságos           | -            |              |
| 35.          | 1914. május 31.    | Budapest, Üllői úti pálya         | Magyarország   | 5 – 1        | Franciaország | barátságos           | -            |              |
| 36.          | 1914. november 8.  | Bécs, WAC-Platz                   | Ausztria       | 1 – 2        | Magyarország  | barátságos           | -            |              |
| 37.          | 1915. május 2.     | Budapest, Hungária körúti pálya   | Magyarország   | 2 – 5        | Ausztria      | barátságos           | -            |              |
| 38.          | 1915. május 30.    | Bécs, WAC-Platz                   | Ausztria       | 1 – 2        | Magyarország  | barátságos           | 1            | 22'          |
| 39.          | 1915. október 3.   | Bécs, WAC-Platz                   | Ausztria       | 4 – 2        | Magyarország  | barátságos           | -            |              |
| 40.          | 1915. november 7.  | Budapest, Üllői úti pálya         | Magyarország   | 6 – 2        | Ausztria      | barátságos           | -            |              |
| 41.          | 1916. október 1.   | Budapest, Üllői úti pálya         | Magyarország   | 2 – 3        | Ausztria      | barátságos           | -            |              |
|              | Összesen           |                                   |                | 41           | mérkőzés      |                      | 11           | gól          |

## Emlékezete
- Szobra áll a Ferencvárosi TC népligeti edzőközpontjában (2024)[1]